# Ambohitsara M
Ne doit pas être confondu avec Ambohitsara Est qui se trouve le long du Canal des Pangalanes (-20.868, 48.463)
Ambohitsara M est une commune rurale malgache située dans la région de Fitovinany.